# Regierung Viliam Široký III
Die Amtszeit der dritten Regierung von Viliam Široký in der Tschechoslowakei, geführt durch den Ministerpräsidenten Viliam Široký, lief vom 11. Juli 1960 bis 20. September 1963. Sie ersetzte die Regierung Viliam Široký II und wurde abgelöst durch die Regierung Jozef Lenárt.

## Regierungsbildung, Programm
Die neue, im Juni 1960 gewählte Nationalversammlung billigte am 11. Juli 1960 eine neue Verfassung der Tschechoslowakei, wodurch auch eine neue Regierung notwendig wurde, die zum dritten Mal von Viliam Široký als Ministerpräsident geführt wurde. Die neue Verfassung postulierte, die Übergangsperiode sei beendet und die Tschechoslowakei erreichte das Stadium des Sozialismus, was sich auch in der neuen Bezeichnung des Staates ausdrückte – Československá socialistická republika (Tschechoslowakische sozialistische Republik). Zugleich wurde für die kommende Übergangsperiode zum Kommunismus auch die führende Rolle der kommunistischen Partei in der Verfassung festgeschrieben. Dies zementierte endgültig die völlige Unterordnung der Regierung der Partei gegenüber.
Nach einer Tagung des Zentralkomitees der Partei Ende Mai 1963, auf der insbesondere ökonomische Fehlentwicklungen kritisiert wurden, folge dann die Regierung Jozef Lenárt.

## Regierungszusammensetzung
Die Minister befanden sich während der gesamten regulären Amtsperiode im Amt  (11. Juli 1960 bis 20. September 1963), wenn nicht anders angegeben.
- Viliam Široký,  Ministerpräsident
- Jaromír Dolanský,  stellvertretender Ministerpräsident
- Václav Kopecký,  stellvertretender Ministerpräsident (11.7.1960–5.8.1961, verstorben)
- Otakar Šimůnek,  stellvertretender Ministerpräsident
- Rudolf Barák,  stellvertretender Ministerpräsident (11.7.1960–9.2.1962)
- Rudolf Strechaj,  stellvertretender Ministerpräsident (11.7.1960–28.7.1962, verstorben)
- Ludmila Jankovcová,  stellvertretende Ministerpräsidentin
- Jan Piller,  stellvertretender Ministerpräsident (9.2.1962–20.9.1963)
- František Krajčír,  stellvertretender Ministerpräsident (5.1.1963–20.9.1963)
- Václav David,  Außenminister
- Bohumír Lomský,  Verteidigungsminister
- Rudolf Barák,  Innenminister (11.7.1960–23.6.1961)
- Lubomír Štrougal,  Innenminister (23.6.1961–20.9.1963)
- František Vlasák,  Verkehrs- und Fernmeldewesenminister (11.7.1960–5.1.1963)
- František Vokáč,  Verkehrs- und Fernmeldewesenminister (5.1.1963–20.9.1963)
- Július Ďuriš,  Finanzminister
- Miroslav Šmok,  Minister für Metallurgie und Erzabbau (11.7.1960–10.3.1962)
- Josef Krejčí,  Minister für Metallurgie und Erzabbau (10.3.1962–20.9.1963)
- Jozef Púčik,  Minister für chemische Industrie
- Oldřich Černík,  Minister für Brennstoffe und Energetik (ab 5.1.1963 Minister für Brennstoffe)
- Jindřich Uher,  Lebensmittelindustrieminister (11.7.1960–23.6.1961)
- Josef Krosnář,  Lebensmittelindustrieminister (23.6.1961–20.9.1963)
- Božena Machačová-Dostálová,  Ministerin für Verbrauchsindustrie
- Alois Neuman,  Justizminister
- Josef Krosnář,  Minister für staatliche Kontrolle  (ab 23.6.1961 Amt für Kontrolle und Statistik)
- František Kahuda,  Bildungs- und Kulturminister
- Josef Reitmajer,  Minister für Schwerindustrie (11.7.1960–6.1.1963)
- Josef Pešl,  Minister für Schwerindustrie (6.1.1963–20.9.1963)
- Ladislav Brabec,  Binnenhandelminister (11.7.1960–23.6.1961)
- Jindřich Uher,  Binnenhandelsminister (23.6.1961–20.9.1963)
- Karel Poláček,  Minister für allgemeinen Maschinenbau
- Oldřich Beran,  Minister für Aufbau (11.7.1960–9.2.1962)
- Josef Korčák,  Minister für Aufbau (9.2.1962–5.1.1963)
- Samuel Takáč,  Minister für Aufbau (5.1.1963–20.9.1963)
- František Krajčír,  Außenhandelsminister (11.7.1960–5.1.1963)
- František Hamouz,  Außenhandelsminister (5.1.1963–20.9.1963)
- Josef Plojhar,  Gesundheitsminister
- Lubomír Štrougal,  Minister für Land-, Forst und Wasserwirtschaft (11.7.1960–23.6.1961)
- Vratislav Krutina,  Minister für Land-, Forst und Wasserwirtschaft (23.6.1961–20.9.1963)
- Rudolf Barák,  Vorsitzender (Minister) für die Regierungskommission für Nationalausschüsse (5.1.1963 aufgelöst) (13.7.1961–9.2.1962)
- Otakar Šimůnek,  Vorsitzender (Minister) der staatlichen Planungskommission (11.7.1960–11.7.1962)
- Alois Indra,  Vorsitzender (Minister) der staatlichen Planungskommission
- Josef Korčák,  kommissarischer Minister für die Zentrale Verwaltung der Energetik (5.1.1963–20.9.1963)
- Pavol Majling,  Vorsitzender (Minister) des Zentralen Amtes der staatlichen Kontrolle und Statistik  (27.6.1961–20.9.1963)
- Vasil Biľak,  Minister ohne Aufgabenbereich  (11.7.1960–5.1.1963)
- Zdeněk Nejedlý,  Minister ohne Aufgabenbereich  (11.7.1960–9.3.1962, verstorben)
- Pavol Majling,  Minister ohne Aufgabenbereich  (11.7.1960–27.6.1961)
- Stanislav Vlna,  Minister ohne Aufgabenbereich  (11.7.1960–11.7.1962)

### Parteizugehörigkeit
Die Regierung wurde gebildet aus der Einheitsliste der Nationalen Front, die aus der dominierenden Kommunistischen Partei sowie aus Blockparteien bestand.